# العثمانية (ديالى)
قرية العثمانية وهي قرية تتبع مدينة هبهب وتقع في محافظة ديالى شرق العراق.